# Batara mantelé
Thamnophilus palliatus
Espèce
Répartition géographique
Statut de conservation UICN

 LC  : Préoccupation mineure
Le Batara mantelé (Thamnophilus palliatus) est une espèce de passereaux de la famille des Thamnophilidae.

## Répartition et sous-espèces
Selon la classification de référence du Congrès ornithologique international (15.1, 2025) il se répartit en quatre sous-espèces (ordre phylogénique) :
- T. p. palliatus (Martin Lichtenstein, 1823 — nord du Brésil (au sud de l'Amazone) ;
- T. p. vestitus (Lesson, 1831) — forêt atlantique ;
- T. p. puncticeps Sclater, 1890 — sud-est du Pérou, Bolivie et sud de l'Amazonie ;
- T. p. similis Zimmer, 1933 — centre du Pérou.